# Placówka Straży Celnej „Jaworki”

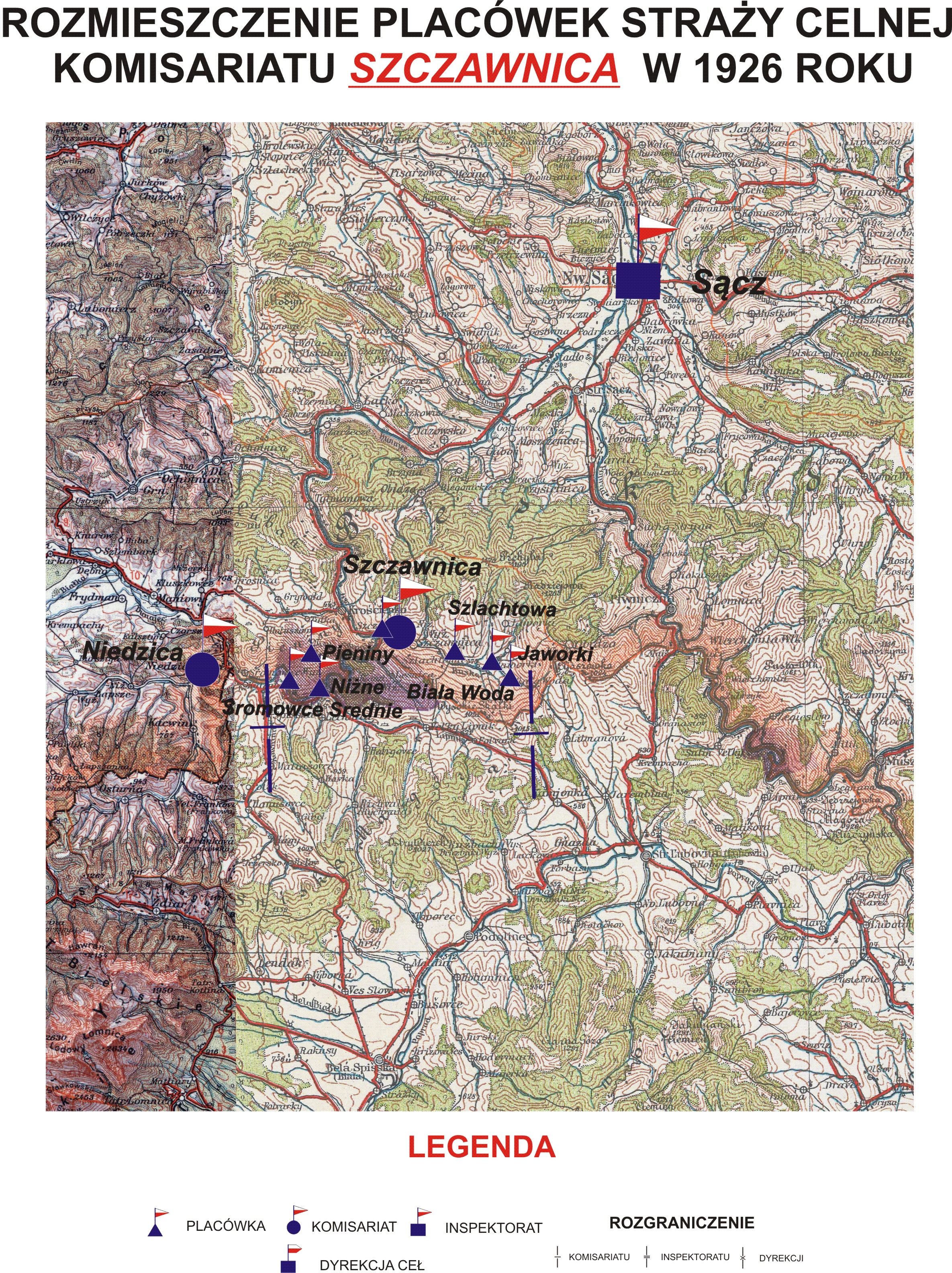
Rozmieszczenie placówek SC Komisariatu Szczawnica w 1926 r.

Placówka Straży Celnej „Jaworki” – jednostka organizacyjna Straży Celnej pełniąca w okresie międzywojennym służbę ochronną na granicy polsko-czechosłowackiej.

## Formowanie i zmiany organizacyjne
Na wniosek Ministerstwa Skarbu, uchwałą z 10 marca 1920 roku, powołano do życia Straż Celną. Jednostki Straży Celnej rozpoczęły przejmowanie odcinków granicy od pododdziałów Batalionów Celnych. W 1922 roku w Szczawnicy stacjonował sztab 2 kompanii 8 batalionu celnego. Kompania wystawiała również placówkę w Jaworkach. Proces tworzenia Straży Celnej trwał do końca 1922 roku. Placówka Straży Celnej „Jaworki” weszła w podporządkowanie komisariatu Straży Celnej „Szczawnica” z Inspektoratu SC „Sącz”.
W drugiej połowie 1927 roku przystąpiono do gruntownej reorganizacji Straży Celnej. W praktyce skutkowało to rozwiązaniem tej formacji granicznej. Ochronę północnej, zachodniej i południowej granicy państwa przejęła powołana z dniem 2 kwietnia 1928 roku Straż Graniczna.
Rozkazem nr 5 z 16 maja 1928 roku w sprawie organizacji Małopolskiego Inspektoratu Okręgowego dowódca Straży Granicznej gen. bryg. Stefan Pasławski powołał komisariatu SG „Krościenko”. Placówka Straży Granicznej I linii „Jaworki” znalazła się w jego strukturze.

## Funkcjonariusze placówki
Kierownicy placówki
| stopień    | imię i nazwisko, numer | okres pełnienia służby | kolejne stanowisko |
| ---------- | ---------------------- | ---------------------- | ------------------ |
| przodownik | Tomasz Pondo (111)     | był w 1926             |                    |

Obsada personalna placówki w 1926:
- przodownik Tomasz Pondo (111)
- starszy strażnik Jan Drobowiecki (2087)
- strażnik Andrzej Guździoł (878)
- strażnik Roman Janke (1204)